# Ingo Günther (Musiker)
Ingo Günther (* 8. Februar 1965 in Bremen) ist ein deutscher Musiker, Komponist und Schauspieler.

## Biografie
Günther studierte Kulturwissenschaften und ästhetischen Praxis an der Universität Hildesheim und Pop-Musik an der Hochschule für Musik und Theater Hamburg. Mitbegründer der Filmmusikband die paramounts«», mit denen diverse CD-Produktionen entstehen. 
Zusammenarbeit mit Regisseuren wie Jarg Pataki, Sebastian Baumgarten, Barbara Weber, Claudia Bauer und Armin Petras am Schauspiel Leipzig, dem Bayerischen Staatsschauspiel, Theaterhaus Jena, Nationaltheater Weimar, Schauspiel Magdeburg, Burgtheater Wien, Thalia Theater Hamburg, Maxim-Gorki-Theater und der Volksbühne am Rosa-Luxemburg-Platz. 
Ab 2007 begann er die Zusammenarbeit mit Herbert Fritsch, u. a. im intermedialen Kunstprojekt Hamlet X und 2010 für den Film Elf Onkel sowie an der Volksbühne am Rosa-Luxemburg-Platz in Theaterarbeiten wie Die (s)panische Fliege (2011), Murmel Murmel nach Dieter Roth (2012), Frau Luna von Paul Lincke (2013), Ohne Titel Nr. 1 – Eine Oper von Herbert Fritsch (2014), der die mann nach Konrad Bayer (2015) oder Pfusch von Herbert Fritsch (2016). Am Schauspielhaus Hamburg als Komponist, Musiker, Schauspieler und Dirigent in Herbert Fritschs Inszenierungen Die Schule der Frauen von Molière (2014) mit Joachim Meyerhoff oder auch an der , ebenfalls mit Meyerhoff und Fritsch im Schaubühne in Berlin Kontext der Inszenierung Amphytrion.
 
Günther lebt in Berlin.

## Filmvertonungen
- 1992: „Andruscha“, Regie: Kalle Becker
- 1993: „Schacht, das war Dein Leben“ (zusammen mit Sabrina Zwach), Regie: Wenzel Storch
- 1998: „Black Cat“, Regie: Michael Rösel
- 1999: „Schatten der Angst“, Regie: Martin Geisler
- 2007: „hamlet X“, verschiedene Filme („Tennis“, „Die Maschine“, „Toxic“ etc.), Regie: Herbert Fritsch
- 2010: Elf Onkel, Regie: Herbert Fritsch, Musik und Sounddesign
- 2015: „Korridor Nr. 50“, Regie: Evy Schubert

## CD-Veröffentlichungen
- 1995: Mind Kiosk – Mind Kiosk[1]
- 1996: Blues Guys – Shut up!
- 1997: die paramounts – One before closing
- 1998: die paramounts – Kriminalmuseum
- 1998: Groupie – Minigolfen
- 1999: die paramounts, Zooming Kalliroi
- 2005: Tonprobe, Theatermusik
- 2017: Herbert Fritsch & Ingo Günther – Theatermusik

## Kompositionen für Schauspiel
- 2000: „Dem Herz die Arbeit, den Händen die Liebe“, Schauspiel Leipzig, Regie: Claudia Bauer
- 2000: „Fightclub“, Theaterhaus Jena, Regie: Claudia Bauer
- 2001: „Kurzdramen (1)“, Uraufführung, Bayerisches Staatsschauspiel, Residenztheater im Haus der Kunst, München, Regie: Jarg Pataki
- 2002: „Triumph der Provinz“, Theaterhaus Jena, Regie: Claudia Bauer
- 2002: „Die Räuber“, Theaterhaus Jena, Regie:
- 2002: „Helges Leben“, Theaterhaus Jena, Regie: Claudia Bauer
- 2003: „Hamlet“, Bremer Theater, Musical-Theater am Richtweg, Regie: Claudie Bauer
- 2003: „Die Weber“, Theaterhaus Jena, Sommerspektakel, Regie: Claudia Bauer
- 2003: „Quizoola!“ Deutsches Nationaltheater Weimar
- 2003: „Traumnovelle“, Das Meininger Theater. Regie: Sebastian Baumgarten
- 2004: „Wir im Finale“, Theaterhaus Jena, Regie: Christian von Treskow
- 2005: „Der Zauberberg“, Toneelhuis Antwerpen, Regie: Sandra Strunz
- 2005: „Der kleine Muck“, Anhaltisches Theater Dessau. Regie: Kai Festersen
- 2005: „Der Mann ohne Vergangenheit“, Maxim-Gorki-Theater, Berlin, Regie: Niklas Ritter
- 2006: „Jung und Unschuldig“, Theater Erlangen, Regie: Christian von Treskow
- 2006: „Westwärts“, Maxim-Gorki-Theater Berlin, Regie: Niklas Ritter
- 2006: „Menschen in falschen Zusammenhängen“, Maxim-Gorki-Theater, Berlin, Regie: Peter Kastenmüller
- 2006: „Die schmutzigen Hände“, Schauspielhaus Düsseldorf. Regie: Sebastian Baumgarten
- 2006: „Das Leben ein Traum“, Theater Essen. Regie: Barbara Weber
- 2007: „Paradies“, Maxim-Gorki-Theater, Regie: Niklas Ritter
- 2007: „Heaven“, Maxim-Gorki-Theater, Regie: Armin Petras
- 2007: „Miss Sara Sampson“, Maxim Gorki Theater. Regie: Barbara Weber
- 2008: „Leonce und Lena“, neues theater Halle. Regie: Claudia Bauer
- 2008: „Der Meister und Margarita“, Schauspielhaus Düsseldorf, Regie: Sebastian Baumgarten
- 2008: „Auferstehungsblues“, Koproduktion Ruhrfestspiele Recklinghausen mit Staatstheater Stuttgart, Regie: Claudia Bauer
- 2008: „Tartuffe“, Theater Oberhausen, Regie: Herbert Fritsch
- 2008: „Requiem“, Komische Oper Berlin, Regie: Sebastian Baumgarten
- 2008: „Der Volksfeind“, Deutsches Schauspielhaus, Hamburg, Regie: Jarg Pataki
- 2009: „The Black Rider“, Centraltheater Leipzig, Regie: Jorinde Dröse
- 2009: „Kasper POP“, René Marik
- 2009: „Pferd frisst Hut!“, Theater Oberhausen, Regie: Herbert Fritsch
- 2009: „Herr Fuchs oder einfach VOLPONE“, Hessisches Staatstheater Wiesbaden, Regie: Herbert Fritsch
- 2009: „Don Quichote“, Theater Magdeburg, Regie: Claudia Bauer
- 2010: „Macbeth“, neues theater halle, Regie: Herbert Fritsch
- 2010: „Die Affäre der Rue de Lourcine“, Theater Magdeburg, Regie: Herbert Fritsch
- 2011: „Nibelungen“, Bremer Theater, Regie: Herbert Fritsch
- 2011: „Die (s)panische Fliege“, Volksbühne am Rosa-Luxemburg-Platz, Regie: Herbert Fritsch
- 2011: „Der Raub der Sabinerinnen“, Thalia Theater, Hamburg, Regie: Herbert Fritsch
- 2012: „MURMEL MURMEL“, Volksbühne am Rosa-Luxemburg-Platz, Regie: Herbert Fritsch
- 2012: „Der Revisor“, Bayerisches Staatstheater München, Regie: Herbert Fritsch
- 2013: „Frau Luna“, Operette von Paul Lincke, Volksbühne am Rosa-Luxemburg-Platz, Regie: Herbert Fritsch
- 2014: „Die Schule der Frauen“, von Molière, Schauspielhaus Hamburg, Regie: Herbert Fritsch
- 2014: „Ohne Titel Nr. 1 // Eine Oper von Herbert Fritsch“, Volksbühne am Rosa-Luxemburg-Platz, Regie: Herbert Fritsch
- 2015: „der die mann“, nach Texten von Konrad Bayer, Volksbühne am Rosa-Luxemburg-Platz, Regie: Herbert Fritsch
- 2015: „Die Kassette“, von Carl Sternheim, Schauspielhaus Hamburg, Regie: Herbert Fritsch
- 2015: „Der eingebildete Kranke“, Burgtheater, Wien, Regie: Herbert Fritsch
- 2016: „Apokalypse“, Volksbühne am Rosa-Luxemburg-Platz, Regie: Herbert Fritsch
- 2016: „Pfusch“, Volksbühne am Rosa-Luxemburg-Platz, Regie: Herbert Fritsch
- 2017: „Zeppelin“, Schaubühne, Berlin, Regie: Herbert Fritsch
- 2018: „Null“, Schaubühne, Berlin, Regie: Herbert Fritsch
- 2018: „Champignol wider Willen“, Schaubühne, Berlin, Regie: Herbert Fritsch
- 2019: „Totart Tatort“, Schauspielhaus Zürich, Regie: Herbert Fritsch
- 2019: „Amphitryon“, mit Taiko Saito, Schaubühne Berlin, Regie: Herbert Fritsch
- 2022: „Kaspar“, Theater Aachen, Regie: Christian von Tresko
- 2022: „Jagtgesellschaft“, Schauspielhaus Hamburg, Regie: Herbert Fritsch
- 2022: „Bilderschoner“, mit Taiko Saito, Kino Babylon, Berlin. Regie: Herbert Fritsch
- 2023: „Die gefesselte Phantasie“, Burgtheater Wien, Regie: Herbert Fritsch
- 2023: „Odyssee: Buch von Homer“, Theater Magdeburg, Regie: Bastian Reiber